# Hôtel de ville de Münster
L'Hôtel de ville de Münster est le siège historique du bourgmestre et du conseil municipal de la ville de Münster, en Allemagne. Situé dans la rue Prinzipalmarkt, le bâtiment de style gothique du XIVe siècle est détruit à la fin de la Seconde Guerre mondiale puis reconstruit après-guerre. Sa façade est considérée comme l'un des éléments les plus significatifs de l'architecture gothique profane en Allemagne.
Bâtiment emblématique de la ville, c'est avec la ville d'Osnabrück le lieu où furent signés les Traités de Westphalie, à ce titre il reçoit en 2015 le label du patrimoine européen en tant que « site de la paix de Westphalie ».

## Histoire
Il est fait mention de l'Hôtel de ville en 1250. On a d'abord une maison à colombages, remplacée vers 1200 par un bâtiment en pierre auquel on adjoint une haute façade au milieu du XIVe siècle.
C'est dans la Chambre du conseil, la Salle de la Paix (Friedenssaal), que fut signée, en 1648, une partie des traités de Westphalie mettant fin à la guerre de Trente Ans.
Le bâtiment est presque complètement détruit en 1944 lors des bombardements de la Seconde Guerre mondiale. On reconstruit le bâtiment entre 1948 et 1958, la façade gothique comprise mais elle n'est cependant pas reproduite à l'identique. La salle du conseil a gardé une grande partie de son mobilier d'origine qui avait été entreposé à l'abri lors de la Seconde Guerre mondiale.
Au nord de l'Hôtel de ville se trouve la Maison municipale du vin ; édifiée en 1615 par Johann von Bocholt, s'y trouvaient autrefois la Balance officielle de la ville et ses réserves de vin, boisson dont le Conseil municipal avait le monopole du commerce.
Le site est ouvert aux visiteurs et groupes de visiteurs, des visites guidées y sont organisées.

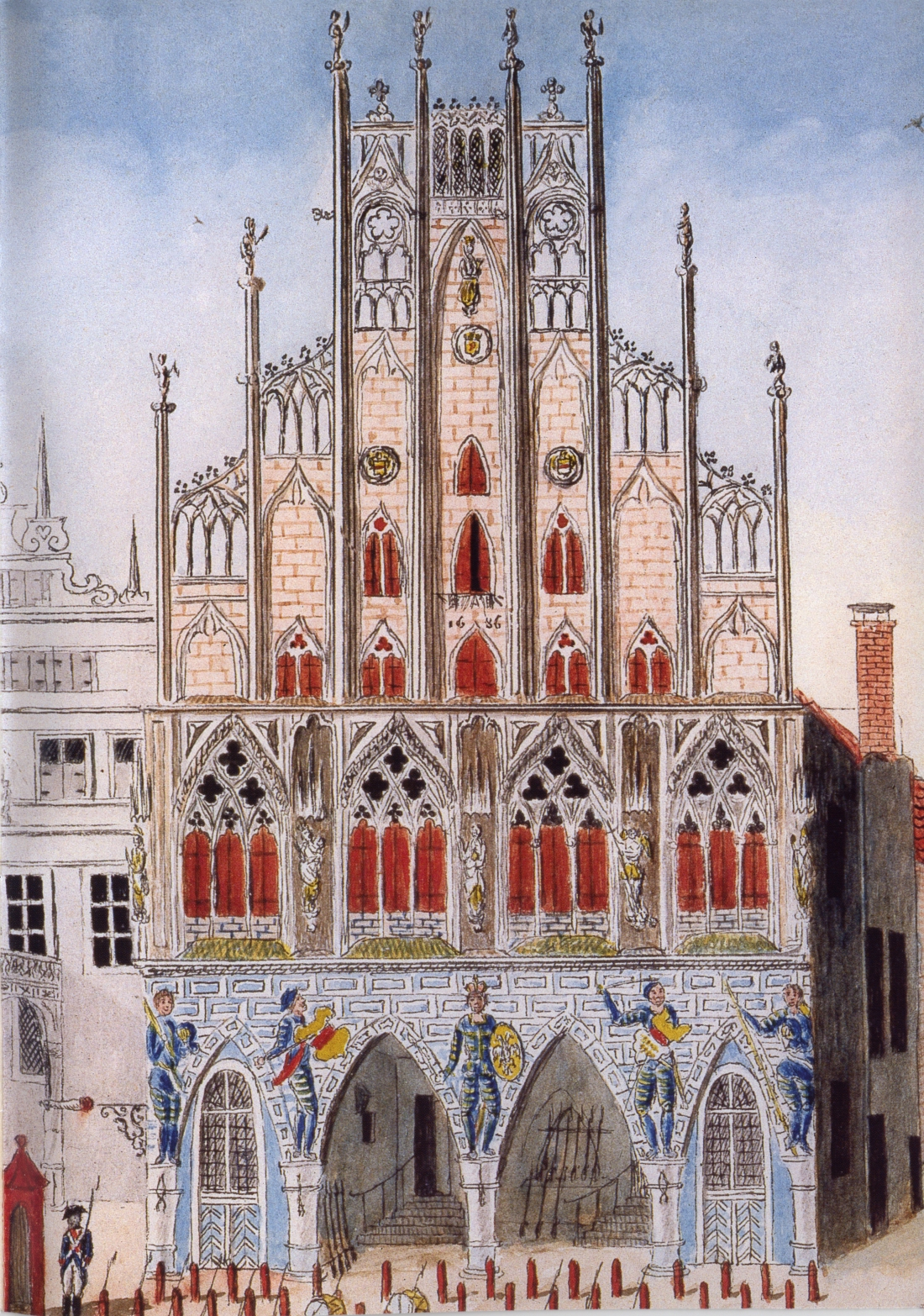
La façade, vers 1800.
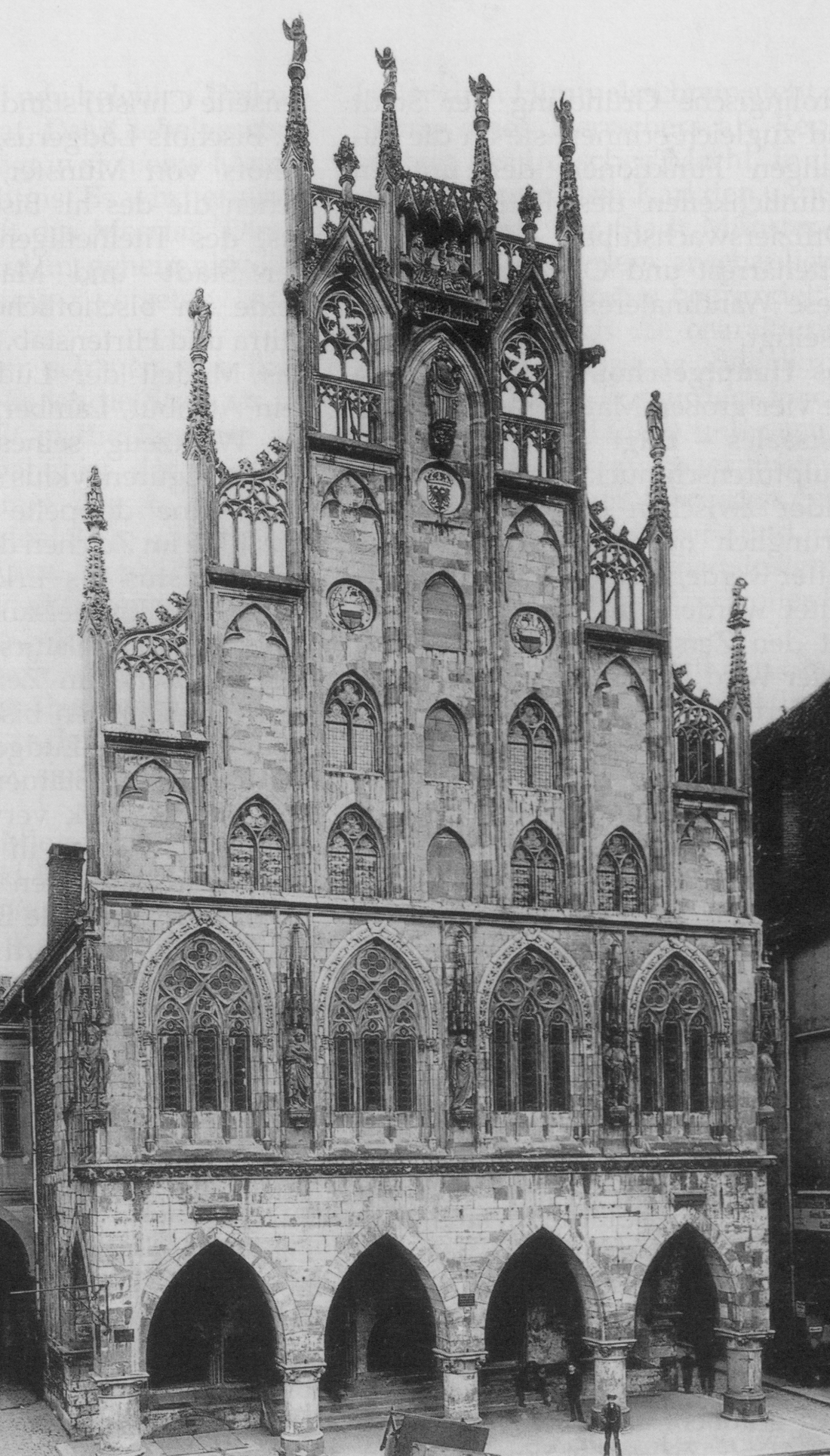
La façade, vers 1900.
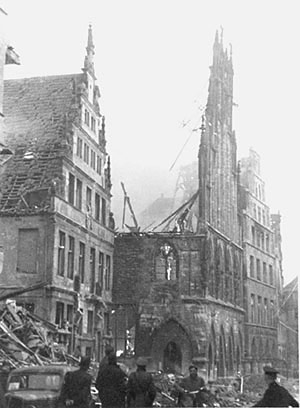
Le bâtiment détruit par les bombardements, octobre 1944, photographié juste avant que le pignon s'effondre vers l'avant.
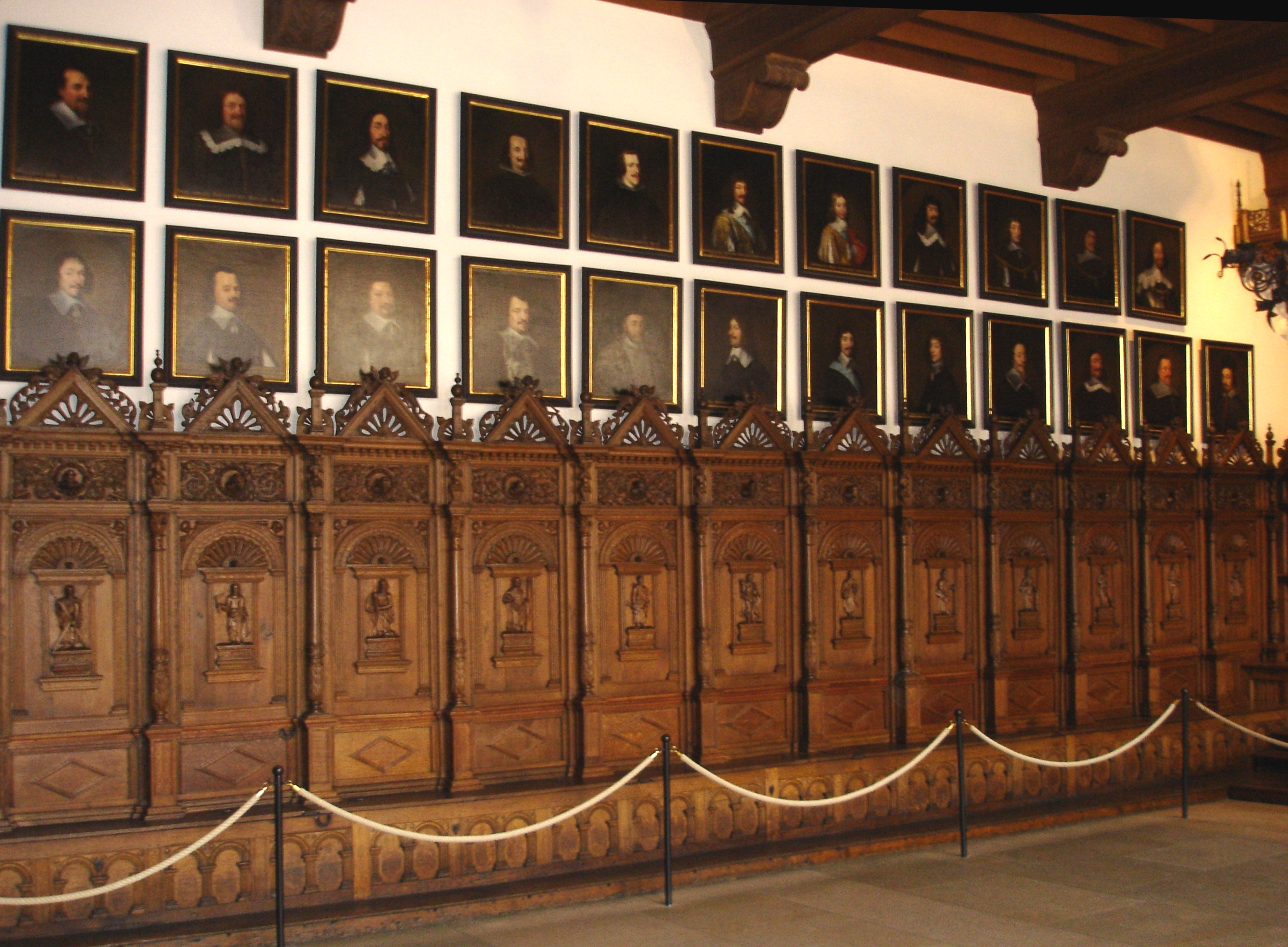
Vue de la Salle de la paix.